# Maria João Rodrigues

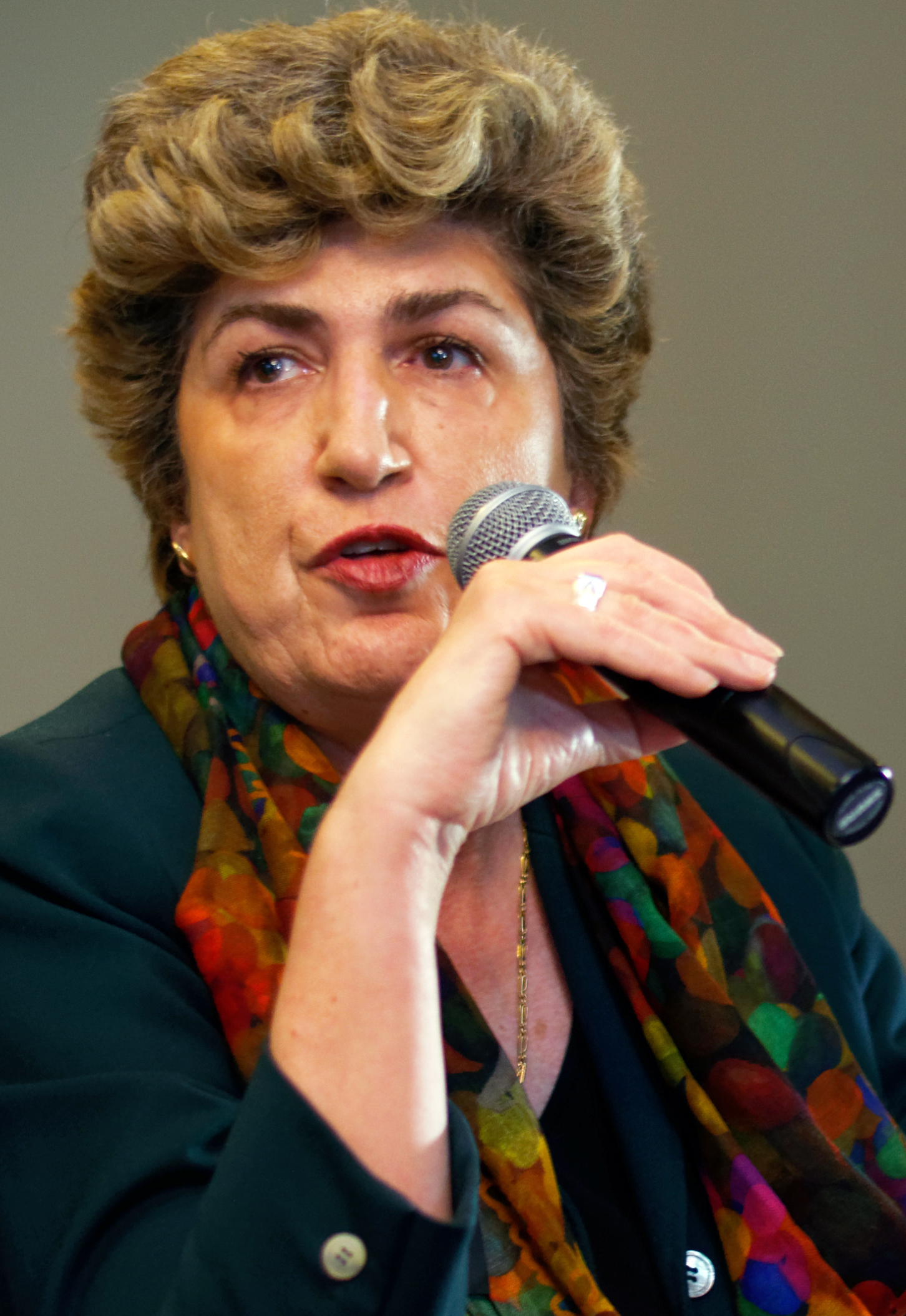
Maria João Rodrigues (2017)

Maria João Rodrigues (* 25. September 1955 in Lissabon) ist eine portugiesische Politikerin der Partido Socialista.

## Leben
Rodrigues studierte an der Universität Lissabon und an der Université Paris 1 Panthéon-Sorbonne Wirtschaftswissenschaften und Soziologie. Von 1995 bis 1997 war sie im Kabinett Guterres I von António Guterres Ministerin für Arbeit. Seit 2014 ist sie Abgeordnete im Europäischen Parlament. Dort ist sie Mitglied im Ausschuss für Beschäftigung und soziale Angelegenheiten und in der Delegation für die Beziehungen zur Volksrepublik China. Rodrigues gehört zu den Vordenkern der Lissabon-Strategie.

## Preise und Auszeichnungen (Auswahl)
- 2003: Großoffizier des Ordens des Infanten Dom Henrique